# Neue Rheinische Zeitung

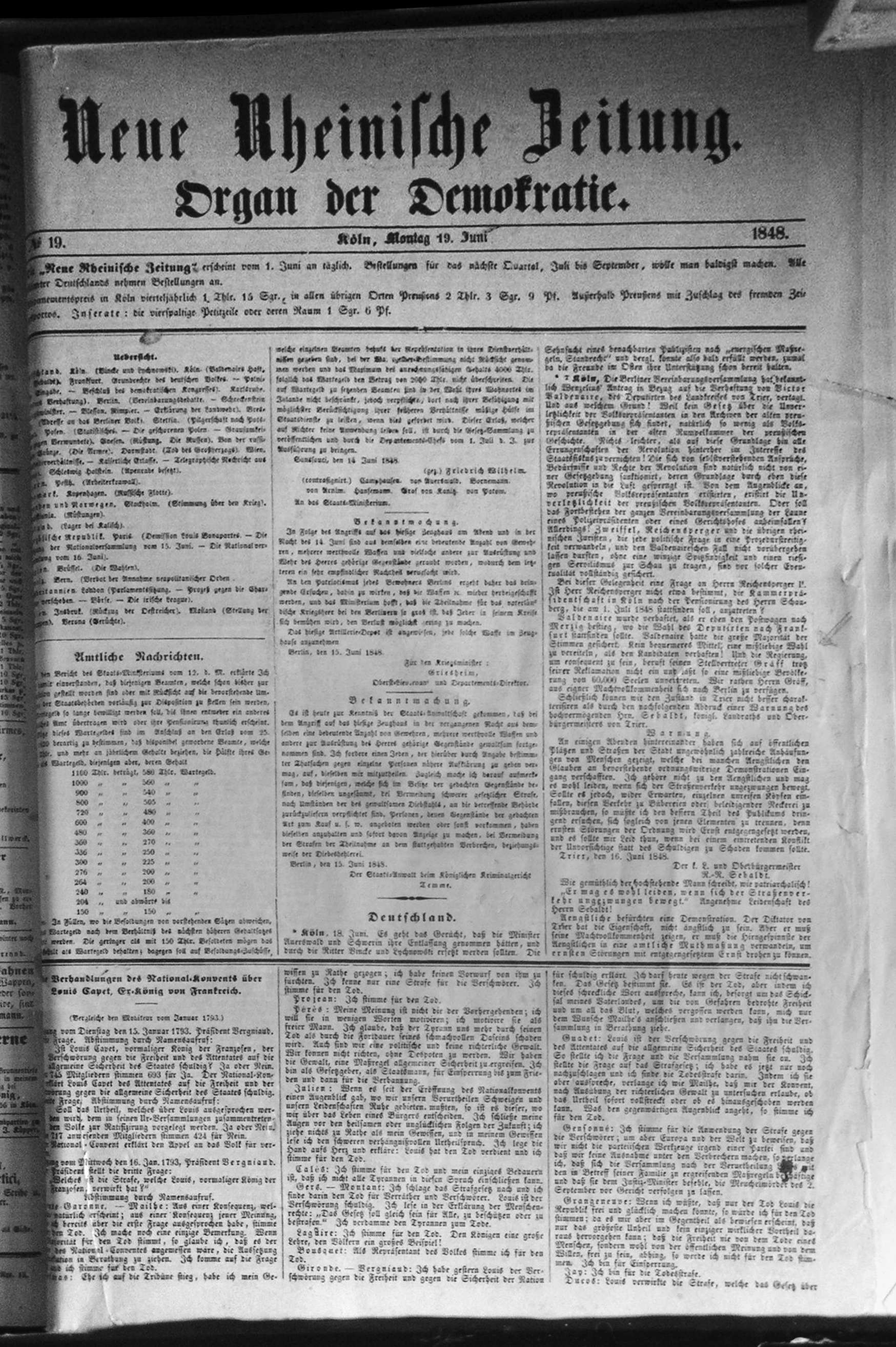
Neue Rheinische Zeitung vom 19. Juni 1848

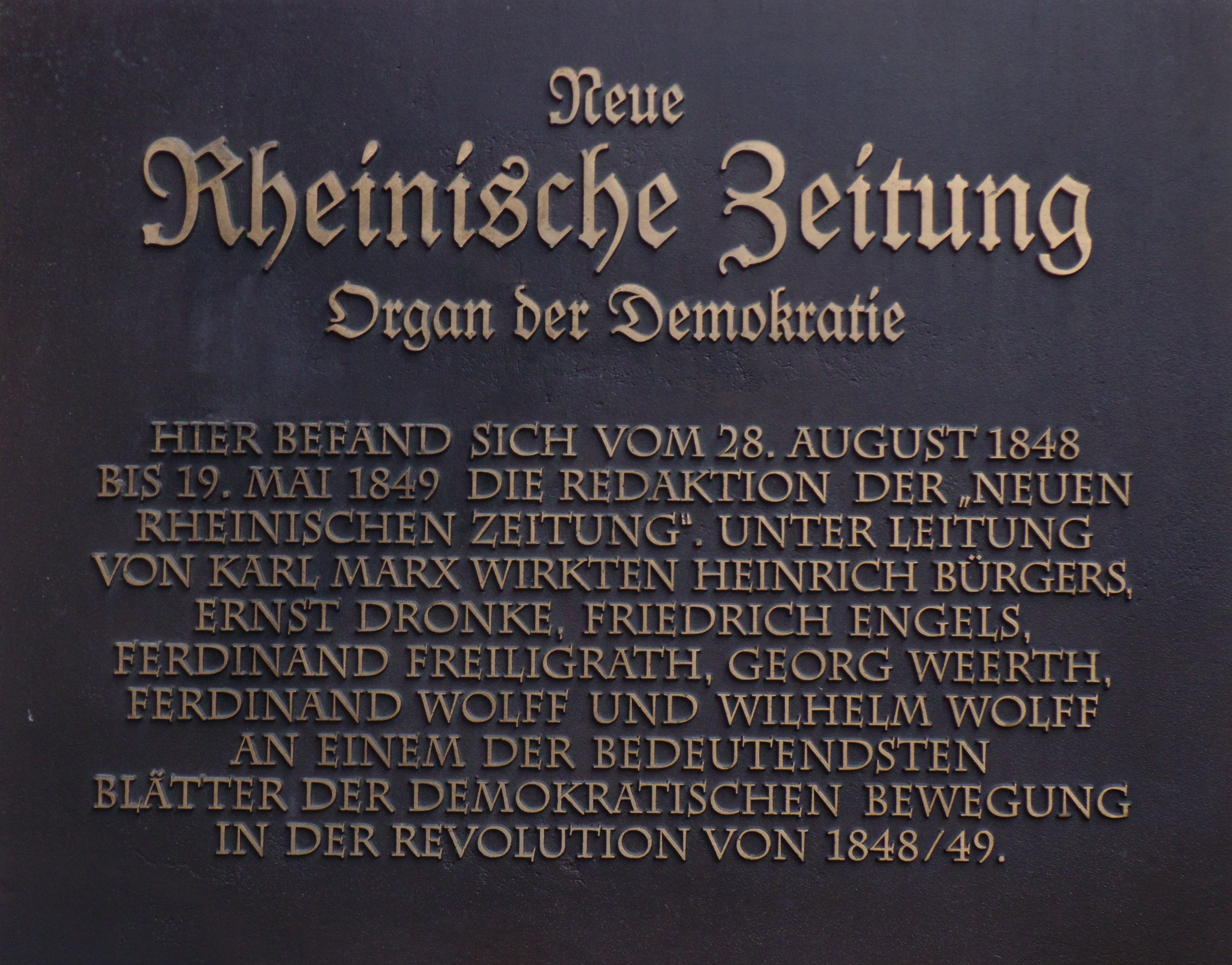
Tafel am Heumarkt 65 in Köln

Die Neue Rheinische Zeitung.  Organ der Demokratie (NRhZ) war eine von Karl Marx in den Jahren 1848 und 1849 im zu der Zeit zu Preußen (Rheinprovinz) gehörenden Köln herausgegebene Tageszeitung. Sie beschäftigte sich auch unter kommunistisch-sozialistischen Aspekten mit den revolutionären gesellschaftspolitischen Ereignissen der Zeit. Auch Marx’ Weggefährte Friedrich Engels steuerte als Redakteur wichtige Zeitungsbeiträge bei.

## Geschichte
Marx und Engels, die schon im Februar 1848 im Auftrag des Bundes der Kommunisten Das Manifest der Kommunistischen Partei verfasst hatten, waren im April 1848 nach dem Aufflammen der bürgerlichen Revolutionen in Frankreich und den Staaten des Deutschen Bundes (vgl. Märzrevolution) aus Belgien über Paris in das Gebiet des heutigen Deutschlands (vgl. Deutscher Bund) zurückgekehrt.
Vorgängerin der NRhZ war die Rheinische Zeitung, die Anfang der 1840er Jahre zunächst ein eher liberales Presseorgan in der preußischen Rheinprovinz war. Nachdem Marx 1841 erst Redakteur und schließlich Chefredakteur der Rheinischen Zeitung geworden war, veränderte sich deren Kurs in eine radikaldemokratische und sozialistische Richtung. Marx’ kritische Artikel zur sozialen Frage in den deutschen Staaten, die auch das reaktionäre Metternichsche System der Restauration angriffen, hatten 1843 zum Verbot der Rheinischen Zeitung geführt.
Möglich wurde 1848 das Erscheinen der Neuen Rheinischen Zeitung durch die Aufhebung der Pressezensur im Zuge der Märzrevolution von 1848/49 in Preußen wie auch in den meisten anderen Staaten des Deutschen Bundes.
Am 1. Juni 1848 erschien die erste Ausgabe der NRhZ. Das Redaktionslokal befand sich „Unter Hutmacher 17“, am heutigen Kölner Heumarkt 65 gelegen. Die Zeitung hatte ein weit verzweigtes Korrespondentennetz und wurde binnen kurzem mit einer für die Zeit ungewöhnlich hohen Auflage von nahezu 6000 Exemplaren zu einem der berühmtesten Presseorgane der Revolutionsjahre in ganz Deutschland. Die Redakteure waren Mitglieder des Bundes der Kommunisten. Über die Zusammenarbeit schrieb Friedrich Engels später: „Die Verfassung der Redaktion war die einfache Diktatur von Marx ...“
Die Finanzierung der NRhZ stand während der ganzen Zeit ihres Erscheinens auf schwachen Füßen. Aktionäre waren anfangs bürgerliche Liberale, von denen sich aber nach Erscheinen der ersten Nummer die Hälfte zurückzog. Karl Marx investierte persönlich in das Unternehmen. Die Druckmaschine gehörte ihm persönlich. Auf zwei Reisen versuchte er ohne großen Erfolg Gelder für die Zeitung zu sammeln. Die größte Spende, 2.000 Taler, erhielt er vom Führer der polnischen Emigranten in Berlin, Vladislav Koscielsky.
Die Zeitung stand von Anfang an unter Beobachtung der preußischen Regierungsorgane. Aber dank der geschickten Ausnutzung der Pressegesetze hatte die Obrigkeit keine Handhabe gegen die Redaktion. Als man am 25. September 1848 infolge von Arbeiterunruhen in Köln den Belagerungszustand ausrief, wurden deshalb die meisten Mitarbeiter der NRhZ auch nicht wegen ihrer Pressearbeit, sondern wegen ihrer Reden auf verschiedenen Versammlungen verfolgt. Bürgers, Dronke, Engels, F. und W. Wolff entzogen sich einer Verhaftung durch Flucht. Sie konnten erst nach und nach im Zuge der Einstellung der einzelnen Verfahren zurückkehren. Engels nahm seine Redaktionsarbeit erst im Januar 1849 wieder auf. Marx selbst stand in dieser Zeit zweimal wegen Pressevergehen und wegen Aufforderung zur Steuerverweigerung vor Gericht und wurde beide Male freigesprochen.

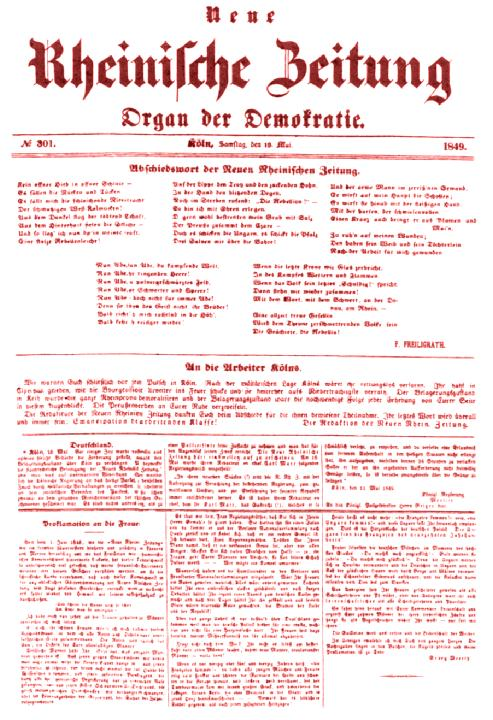
Die rote Nummer 301 vom 19. Mai 1849 mit Freiligraths Abschiedswort der Neuen Rheinischen Zeitung

Am 19. Mai 1849 stellte die Neue Rheinische Zeitung nach 301 Ausgaben mit einer ganz in rot gedruckten Ausgabe ihr Erscheinen ein, nachdem die letzten Aufstände der Märzrevolution im Rheinland niedergeschlagen worden waren. Marx, Dronke und Weerth wurden als Nichtpreußen des Landes verwiesen. Gegen die restlichen Redaktionsmitglieder wurden gerichtliche Verfahren eingeleitet.
Marx ging erneut ins Exil, diesmal nach London, wo er im Wesentlichen bis zu seinem Lebensende 1883 blieb und sein dreibändiges Hauptwerk Das Kapital verfasste. Er blieb weiterhin politisch aktiv und hatte großen Einfluss auf die Anführer der Arbeiterbewegung und der sich bildenden sozialistischen und sozialdemokratischen Parteien Europas, mit deren bedeutendsten Köpfen er in regem Kontakt stand. Auf seine Initiative hin wurde 1864 die 12 Jahre bestehende Internationale Arbeiterassoziation gegründet, die heute als die erste Internationale gilt.
Engels beteiligte sich noch an den letzten revolutionären Kämpfen in Baden auf der Seite der Badischen Revolution. Als auch diese niedergeschlagen wurde und damit die Märzrevolution endgültig am Ende war, musste auch Engels sich ins Exil absetzen, das ihn über die Schweiz ebenfalls nach England führte, wo er weiterhin mit Marx zusammenarbeitete.

### Politische Ausrichtung
Die NRhZ von 1848/49 setzte sich für die Errichtung einer vereinten, unteilbaren, demokratischen deutschen Republik ein, sowie für einen Krieg gegen Russland zur Wiederherstellung von Polens Einheit und Unabhängigkeit. Die revolutionären Ereignisse der Zeit bildeten die wichtigsten Themen, mit denen sich das Blatt auseinandersetzte. Inhaltlich setzte sich die NRhZ unter anderem auch für die Aufhebung der Feudallasten ein, unter denen vor allem die Bauern seit Jahrhunderten litten. Des Weiteren versuchte die NRhZ, Frankreich zum demokratischen Vorbild für die deutsche Revolution zu machen, weil es dort in der Februarrevolution 1848 gelungen war, die Republik zu installieren und den König abzusetzen. Zugleich kam es mit dem Juniaufstand zu einer Auseinandersetzung zwischen der Arbeiterschaft und der bürgerlichen Regierung Frankreichs, die in der NRhZ großen Nachhall fand und von Marx in der letzten Ausgabe als „Seele unsrer Zeitung“ bezeichnet wurde. Außerdem berichtete die Zeitung u. a. über die Verhaftung des mit Marx befreundeten Abgeordneten der Frankfurter Nationalversammlung Viktor Valdenaire. Infolge dieses Vorfalls wurde in Preußen die Abgeordnetenimmunität eingeführt.
Im Unterschied zu Frankreich setzten sich jedoch im Deutschen Bund die mehrheitlich nationalliberalen Kräfte in der Frankfurter Nationalversammlung, die eine gesamtdeutsche Verfassung ausarbeiten sollte, für die Einführung einer konstitutionellen Monarchie in ganz Deutschland mit einem Erbkaisertum unter liberalem Vorzeichen ein. Entsprechend wurden diese Tendenzen wie auch allgemein jegliche Verbindung zwischen Bürgertum und Adel von der antimonarchistisch eingestellten NRhZ kritisiert.
Marx’ und Engels’ Hoffnung, die bürgerlich-liberale Revolution von 48/49 würde eine sozialistische Wendung nehmen, erfüllte sich nicht. Im Mai 1849 wurden einige der letzten Aufstände der „deutschen Revolution“ in der preußischen Rheinprovinz und im angrenzenden Westfalen, so in Siegburg, Solingen, Iserlohn und Elberfeld (heute zu Wuppertal) niedergeschlagen (vgl. Iserlohner Aufstand von 1849 und Revolution von 1848/49 in Westfalen). Die Revolution war vorerst gescheitert.

### Redakteure
- Karl Marx – Chefredakteur
- Friedrich Engels – schrieb die meisten Leitartikel, Spezialist für Außenpolitik und militärische Fragen, Artikel zu Ungarn, Italien und zur Schleswig-Holstein-Frage
- Heinrich Bürgers – nur ein Artikel bekannt
- Ernst Dronke – zeitweise Korrespondent in Frankfurt a. M., Artikel über Italien
- Georg Weerth – Feuilleton, Fortsetzungsromane, Artikel zu England und Belgien
- Ferdinand Wolff – zeitweise Korrespondent in Paris
- Wilhelm Wolff – Rubrik „Aus dem Reich“, Nachrichten aus den deutschen Kleinstaaten u. a. m.
- Ferdinand Freiligrath  – Auslandredaktion,  Gedichte, seit Anfang Oktober 1848 in der Redaktion